# Josef Filtsch
Josef Filtsch korabeli magyaros nevén Filtsch József (1782. december 27. – Szászsebes, 1860. január 16.) ágostai evangélikus lelkész.

## Életpályája
Thomas Filtsch szelindeki lelkész fia. A göttingeni egyetemen tanult 1806-ban. Először nagyszebeni prédikátor volt; innen 1808. december 16-án Szászvárosba hivták meg lelkésznek. 1819 októberében Szászorbóra és 1828-ban Szászsebesre ment szintén lelkésznek.
Fia, Carl Filtsch fiatalon elhunyt tehetséges zeneszerző és zongoraművész, Chopin kedvenc tanítványa volt. Másik fia, ifj. Josef Filtsch (1813–1894) ismert zongorista volt, és 1854 és 1860 között 15 számozott művet publikált. L'Alouette  és L’Hirondelle (Op. 5 No 1. és No 2.) című műveit Esterházy Johanna hárfásnak ajánlotta. Az ajánlás szövegeː „à Madame la Comtesse Jeanette Esterházy, née Comtesse Batthiány”.
Cikke: Die Würde der Frauen, Schiller után (Abendunterhaltungen zum Vortheil der Hausermen Wiens. Wien 1816–17.)

## Művei
- Einige Gelegenheits-Gedichte. Hermannstadt, 1802. (Németül és szász nyelvjárásban.)
- Eine Gesellschaftsreise auf den Surul. Von L. J. F. Hermannstadt, 1802. (Tíz költemény szász nyelven).
- De occasu imperii Romani populorumque tum temporis Europae partes incolentium situ. Dissertatio d. 27. Jan. 1808 detensa. Cibinii, 1807.
- Rede in Betreff der Erbauung einer neuen evang. Kirche zu Szászváros, gehalten am 3. Nov. 1816, auf Verlangen des dasigen löbl. evang. Consistoriums. Klausenburg.